# Oak (Nebraska)
Oak est un village du comté de Nuckolls, dans l'État du Nebraska, aux États-Unis. En 2020, il comptait une population de 54 habitants.